# Rubber (película)
Rubber es   una película de 2010 francesa de comedia de horror sobre un neumático que tiene vida y asesina a personas con sus poderes psíquicos. Fue dirigida y escrita por Quentin Dupiuex. La película fue mostrada en el Festival de Cine de Cannes de 2010 donde tuvo una recepción crítica negativa. Las críticas fuera de Cannes han sido más positivas.

## Trama
En California, un neumático llamado Robert cobra vida y se embarca a una matanza mientras una audiencia observa los eventos a través de binoculares.
La película  tiene como protagonista a Robert el neumático, una rueda que ha sido abandonada en mitad del desierto de California en los Estados Unidos. Sin saber cómo, Robert cobra vida de repente y empieza a descubrir el mundo que le rodea. Al tiempo descubre que tiene poderes telequineticos, puede mover cosas y hacerlas explotar. Otra vez y sin razón alguna ve que es mucho más divertido hacer explotar cabezas humanas que pajaritos. Así empieza una matanza de locura…

## Elenco
- Stephen Spinella como Teniente Chad.
- Jack Plotnick
- Roxane Mesquida como Sheila.
- Wings Hauser como Hombre en silla de ruedas.
- Ethan Cohn
- Charley Koontz
- Hayley Holmes como Cindy.
- Haley Ramm como Fiona.
- Daniel Quinn como Padre.
- Devin Brochu como Hijo.
- David Bowe como Mr. Hugues
- Remy Thorne como Zach.
- Cecelia Antoinette como Mujer.
- Thomas F. Duffy como Agente Xavier.
- Blake Robbins como Agente Luke.
- Pete Dicecco como Agente Pete.
- Courtenay Taylor como Agente Denise.
- James Parks como Agente Doug.
- Gaspard Augé
- Pedro Winter  como Tyre Burner.

## Lanzamiento
La película fue mostrada el 15 de mayo de 2010. Después que la película fue mostrada en Cannes, fue elegida para la distribución en Estados Unidos por Magnet Releases. Rubber tuvo su estreno fuera de Francia el 9 de julio de 2010 en el Festival Fantasía.